# Xiao Yi Chun
Kaiserin Xiao Yi Chun (* 1727 in China; † 28. Februar 1775 in Peking) war die Konkubine des chinesischen Kaisers Qianlong aus der Qing-Dynastie.

## Leben
Xiao Yi Chun wurde im fünften Regierungsjahr des Kaisers Yongzheng in einer Familie von Han-Chinesen geboren. Die Familie ihres Vaters Wei Qingtai war schon längere Zeit in den Diensten der Mandschu-Dynastie.
1745 kam Yi Chun in die Verbotene Stadt in Peking und wurde eine Konkubine des Kaisers Qianlong. Sie erhielt den Titel Kaiserliche Gemahlin Ling und gebar dem Kaiser sechs Kinder, darunter als zweiten Sohn den Prinzen Yong Yan, der seinem Vater als Kaiser Jiaqing folgte. 1765 unternahm sie mit dem Kaiser eine Inspektionsreise in den Süden Chinas, südlich des Jangtsekiang. Es folgten weitere Dienstreisen zum Tai Shan in Shandong und in den Norden nach Jehol.
Nach dem Tode von Ulanara, der zweiten Kaiserin, wurde keine weitere Kaiserin bestallt, die Kaiserliche Gemahlin Ling wurde für die Angelegenheiten des kaiserlichen Haushalts zuständig. Sie sorgte dafür, dass ihr Sohn Prinz Yong Yan von Qianlong insgeheim zum Thronfolger ernannt wurde.
Yi Chun wurde außerhalb von Peking im Yuling-Mausoleum beigesetzt, in welchem auch Qianlongs erste Gemahlin bestattet worden war. Sie erhielt posthum den Titel Kaiserliche Gemahlin Ling Yi. Nach der Thronbesteigung ihres Sohnes wurde sie zur Kaiserin Xiao Yi Chun ernannt. Der chinesische Name ihrer Familie Wei wurde in den Mandschu-Namen Weigiya verändert.

## Trivia
In der beliebten chinesischen Fernsehserie Princess Returning Pearl oder Huan Zhu Ge Ge wird die Kaiserin Xiao Yi Chun unter dem Namen Konkubine Ling dargestellt.